# Раковський Іван Іванович
Отець Іва́н Іванович Рако́вський  (1815, Ставне — 1885, с. Іза) — закарпатський греко-католицький священник і громадський діяч москвофільської орієнтації.

## Біографія
Закінчив гімназію в Ужгороді, філософські класи в Академії м. Кошиці. У 1839 був висвячений на греко-католицького священника (1839). Був священником Вишна Рибніца на Пряшівщині (1839—1844). У другій половині 1840-х був переведений до Ужгорода вчителем, потім став проректором Ужгородської греко-католицької вчительської семінарії.
У 1856—1858 редагував «Церковную газету», в якій пропагував ідею історичної єдності Карпатської Русі з Росією. Пізніше редагував «Церковный вѣстникъ для русиновъ Австрійской державы». Був одним із засновників Общества святого Василія Великого в Ужгороді, на чолі якого стояв у 1866—1871 роках.

## Праці
Видав підручники аритметики, географії та української мови. Співпрацював у газетах: «Свѣтъ», «Новый свѣтъ», «Карпатъ», писав також до «Зорі Галицької» й інших галицьких виданнях.